# لويز أنطونيو نبهان جارسيا
لويز أنطونيو نبهان جارسيا (بالبرتغالية: Nabhan Garcia‏) (من مواليد 22 مايو 1958) سياسي ومزارع برازيلي ، شغل منصب وزير شؤون الأراضي في حكومة الرئيس جايير بولسونارو  ، بالإضافة إلى تعيينه رئيسًا للاتحاد الديمقراطي الريفي .  
نبهان جارسيا مزارع ومزارع ، وله مزارع في ساو باولو وماتو جروسو دو سول ، اشتهر بصداماته مع من لا يملكون أرضًا في بونتال دو بارانابانيما ، في غرب ساو باولو ، بين عامي 1990 و 2010. 
من المحتمل أن يكون أصل عائلة نبهان غارسيا لبنانيًا.